# Erdal Balci

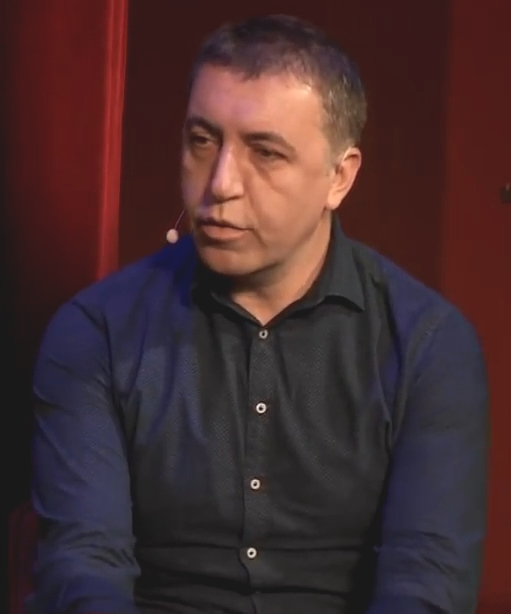
2017

Erdal Balci (Ardahan, Turkije, 15 januari 1969) is een Nederlands journalist en schrijver.
Hij was ongeveer elf jaar oud toen hij naar Nederland kwam waar hij in Utrecht ging wonen met zijn ouders en de vier andere kinderen, hij was de jongste. In Utrecht bezocht hij eerst een jaar een taalschool. Daarna doorliep hij de mavo en de havo. Hij volgde een jaar lerarenopleiding en switchte toen naar de studie journalistiek, ook in Utrecht. 
Balci werkte voor het tijdschrift Contrast, en daarna onder andere voor Vrij Nederland, de Volkskrant en de Nieuwe Revu, voor Trouw, De Standaard en De Groene. In 1998 werd hij correspondent in Turkije, voor dagblad Trouw. Aanvankelijk met standplaats Ankara. Hij schrijft over de politieke ontwikkelingen in Turkije. Hij woonde lang in Istanboel en combineerde journalistiek met het schrijven van literatuur. Omdat hij wil dat zijn kinderen in vrijheid opgroeien trok hij na een verblijf van 16 jaar in Istanbul, terug naar Utrecht. Deze stad vormt het decor van zijn roman Simonnehh en mijn tweelingbroer.
Sinds 2016 heeft Balci een vaste column in de Volkskrant en HP De Tijd waarin hij de zeggingskracht van literatuur gebruikt om de actualiteit te duiden. 
Balci is getrouwd met Leonie Kant.